# Farid ad-din Attar

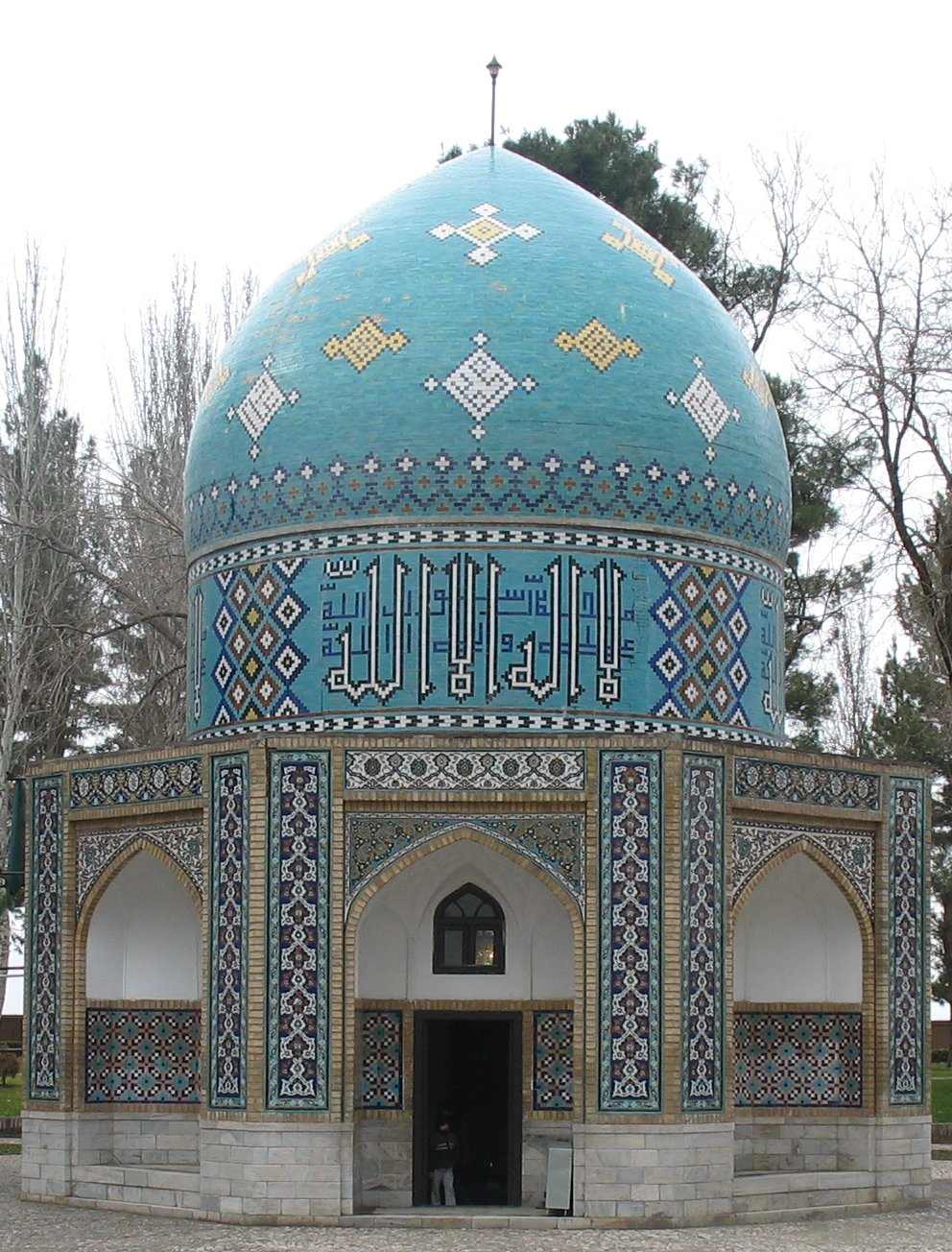
Attars grav i Nishapur i Iran

Farid ad-din Attar, född omkring 1140, död omkring 1220, var en persisk författare. Han anses vara en av Persiens främsta sufiska diktare tillsammans med Sana'i och Jalal ad-din Rumi.
Före studiet av den sufiska teosofin ägde han i Nishapur en droghandel, dvs ett apotek, därav namnet Attar ("apotekaren").

## Kända verk
Attars mest kända verk är Mantiq-ut-tayīr eller "Fåglarnas konferens", "Fåglarnas samtal" (svensk översättning Eric Hermelin 1929), ett allegoriskt epos som skildrar "fåglarnas" (sufiernas) sökande efter konungen Simurgh (här en symbol för Gud). Attar har även skrivit ett prosaverk innehållande många biografier över berömda sufiska helgon – Tazkiratú l-awliya (svensk översättning Eric Hermelin 1931–43 i fyra band). På svenska finns dessutom Pand-Nāmah ("Rådsboken") översatt.

## Verk i svensk översättning
- Tazkiratú l-awliya, 4 band, översättning av Eric Hermelin, Lund, 1931-1943.
- Mantiq-ut-tayīr, översättning av Eric Hermelin, Stockholm, 1929.
- Pand-Nāmah, 2 band, översättning av Eric Hermelin, Stockholm, 1929.

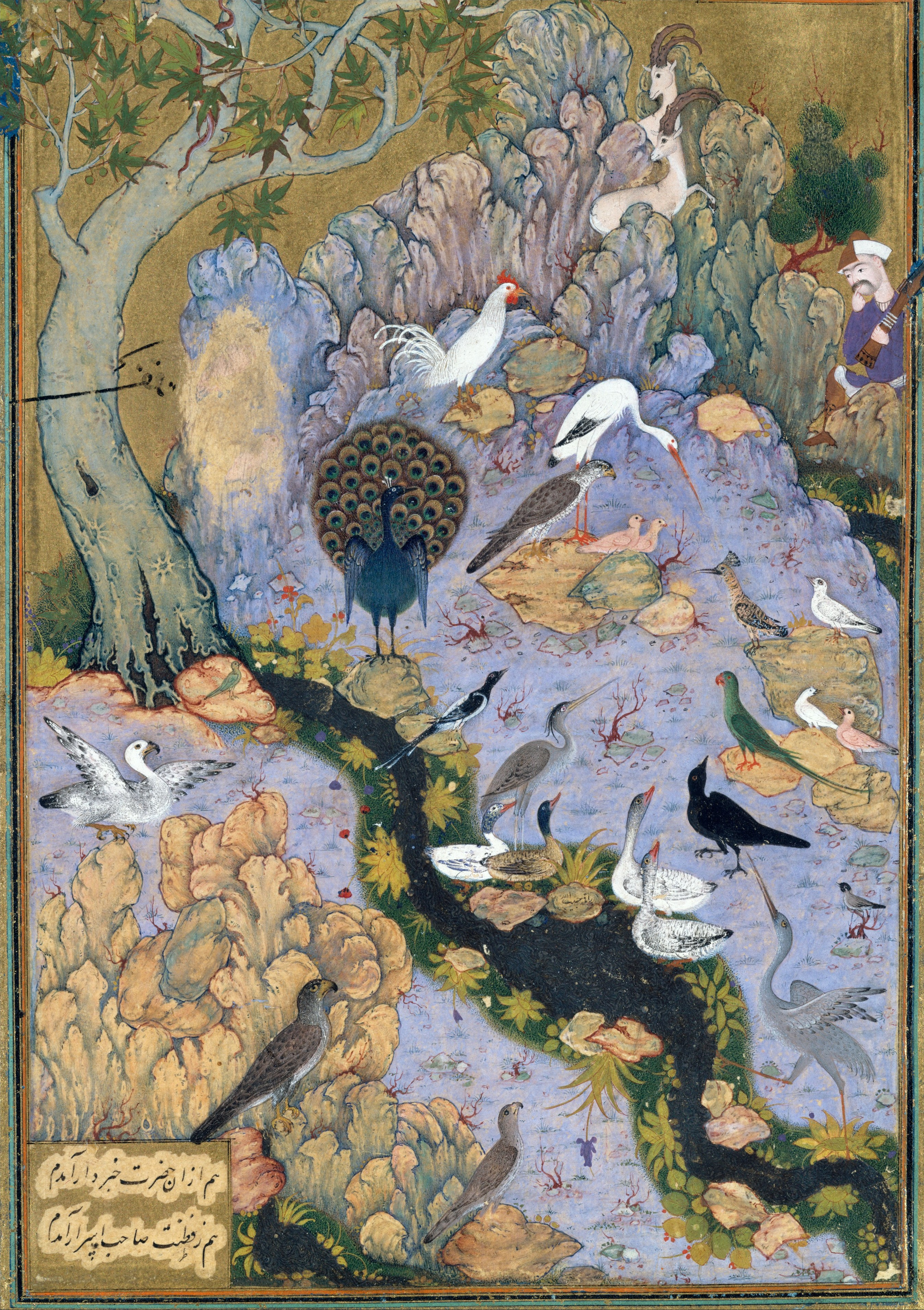
Mantiq-ut-tayīr
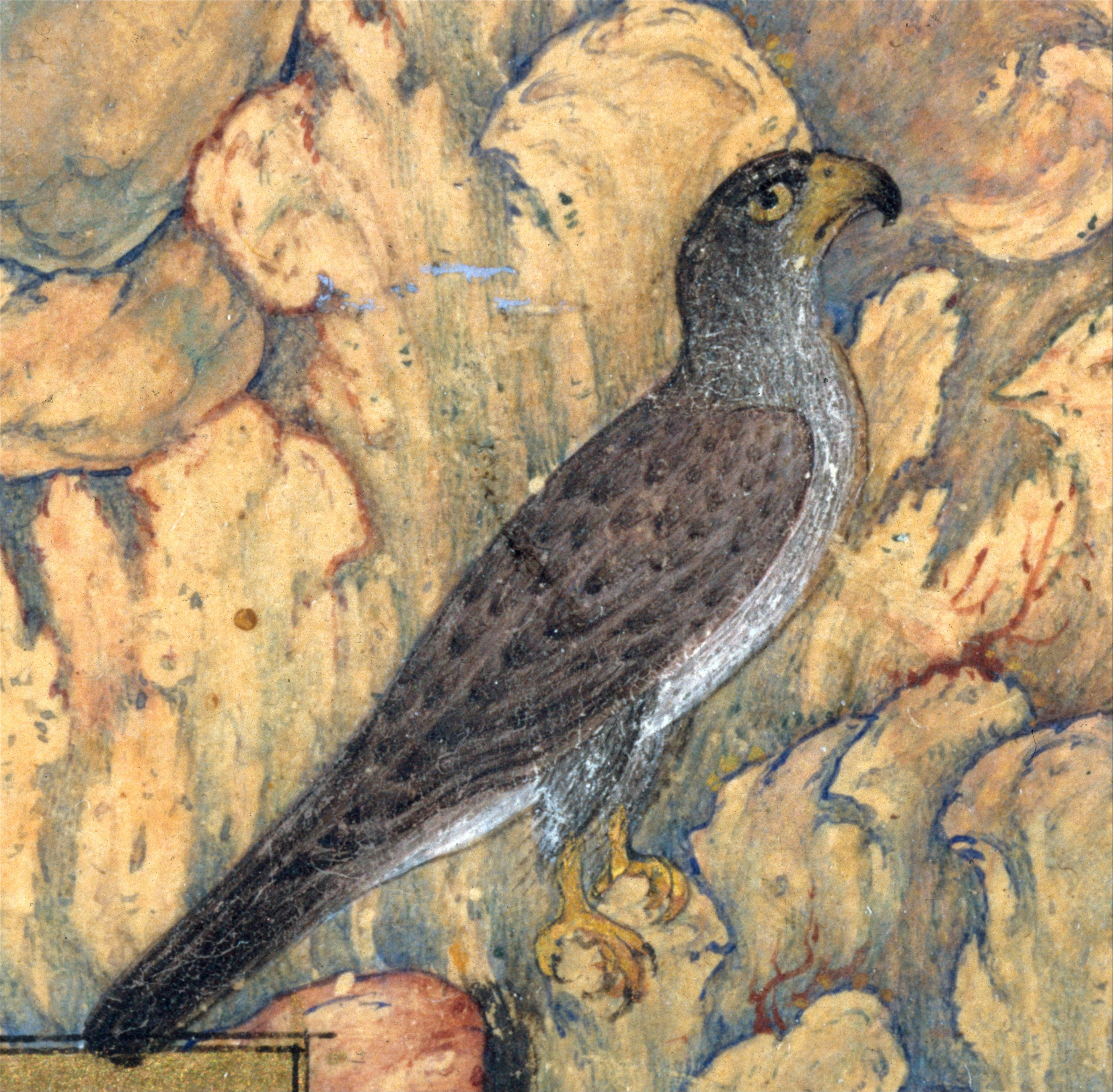
Mantiq-ut-tayīr
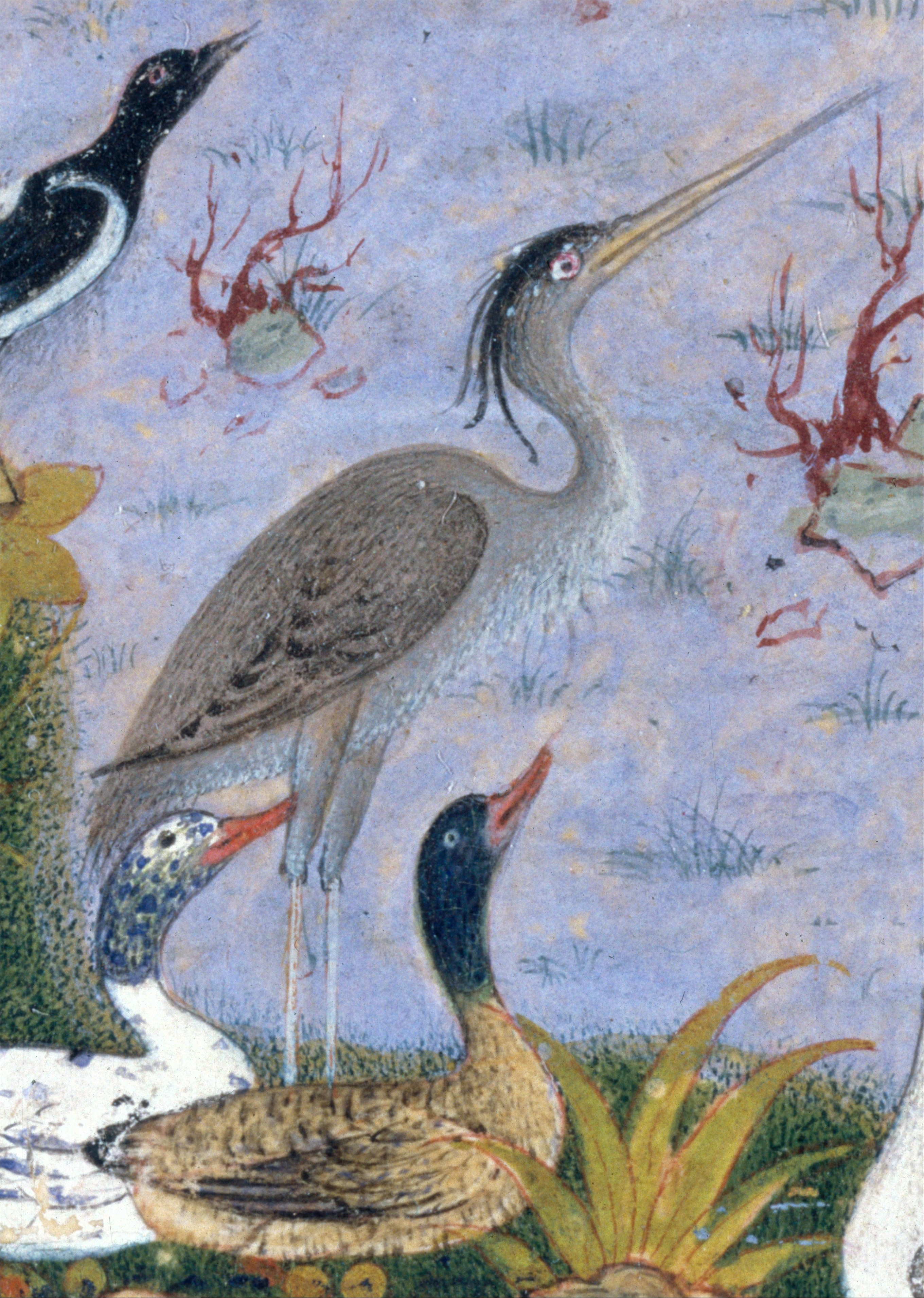
Mantiq-ut-tayīr
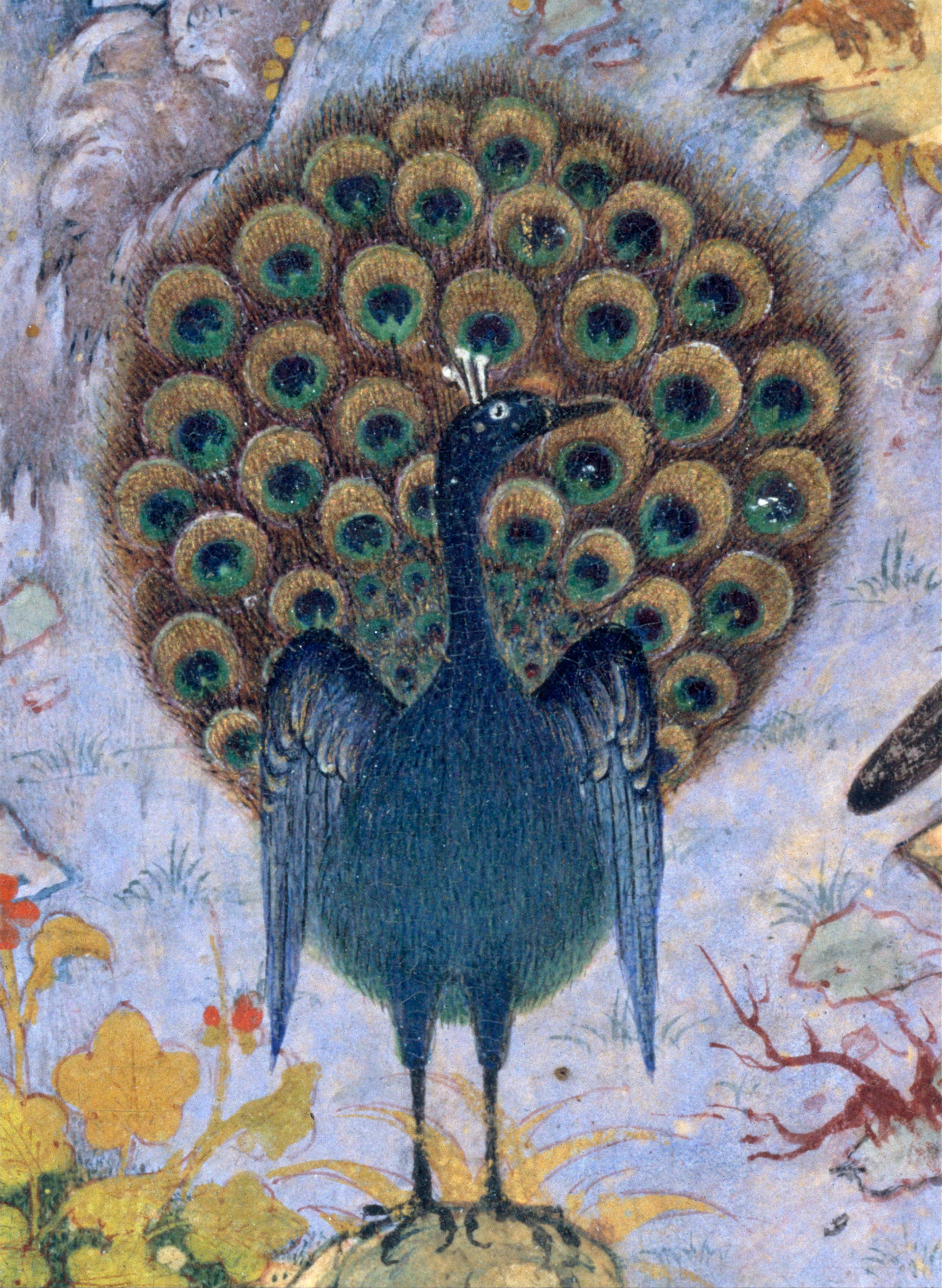
Mantiq-ut-tayīr